# Weinasch
Weinasch är en bergstopp i Österrike. Den ligger i den sydöstra delen av landet, 260 km sydväst om huvudstaden Wien. Toppen på Weinasch är 2 070 meter över havet, eller 317 meter över den omgivande terrängen. Bredden vid basen är 3,3 km. Weinasch ingår i Karawankerna.
Terrängen runt Weinasch är varierad. Närmaste större samhälle är Sankt Jakob, 13,7 km nordväst om Weinasch. 
I omgivningarna runt Weinasch växer i huvudsak blandskog. Runt Weinasch är det tätbefolkat, med 286 invånare per kvadratkilometer.